# Emmanuel Mutai
Emmanuel Kipchirchir Mutai (* 12. října 1984) je keňský atlet, běžec, který se věnuje dlouhým tratím.
V roce 2007 vyhrál portugalský půlmaraton, který se koná každoročně od roku 2000 v Lisabonu. V témže roce se stal i vítězem amsterodamského maratonu. Trať zaběhl v čase 2:06:29. Na světovém šampionátu 2009 v Berlíně získal stříbrnou medaili, když cílem proběhl v čase 2:07:48. Rychlejší byl jen jeho krajan Abel Kirui. V roce 2011 se stal vítězem maratonu v Londýně, kde zvítězil v novém osobním a traťovém rekordu 2:04:40. Za světovým rekordem, který drží od roku 2008 Haile Gebrselassie z Etiopie zaostal o 41 sekund.